# Asahi Camera
 (avril 2021).
La mise en forme du texte ne suit pas les recommandations de Wikipédia : il faut le « wikifier ».
Les points d'amélioration suivants sont les cas les plus fréquents. Le détail des points à revoir est peut-être précisé sur la page de discussion.
- Les titres sont pré-formatés par le logiciel. Ils ne sont ni en capitales, ni en gras.
- Le texte ne doit pas être écrit en capitales (les noms de famille non plus), ni en gras, ni en italique, ni en « petit »…
- Le gras n'est utilisé que pour surligner le titre de l'article dans l'introduction, une seule fois.
- L'italique est rarement utilisé : mots en langue étrangère, titres d'œuvres, noms de bateaux, etc.
- Les citations ne sont pas en italique mais en corps de texte normal. Elles sont entourées par des guillemets français : « et ».
- Les listes à puces sont à éviter, des paragraphes rédigés étant largement préférés. Les tableaux sont à réserver à la présentation de données structurées (résultats, etc.).
- Les appels de note de bas de page (petits chiffres en exposant, introduits par l'outil «  Source ») sont à placer entre la fin de phrase et le point final[comme ça].
- Les liens internes (vers d'autres articles de Wikipédia) sont à choisir avec parcimonie. Créez des liens vers des articles approfondissant le sujet. Les termes génériques sans rapport avec le sujet sont à éviter, ainsi que les répétitions de liens vers un même terme.
- Les liens externes sont à placer uniquement dans une section « Liens externes », à la fin de l'article. Ces liens sont à choisir avec parcimonie suivant les règles définies. Si un lien sert de source à l'article, son insertion dans le texte est à faire par les notes de bas de page.
- La présentation des références doit suivre les conventions bibliographiques. Il est recommandé d'utiliser les modèles {{Ouvrage}}, {{Chapitre}}, {{Article}}, {{Lien web}} et/ou {{Bibliographie}}. Le mode d'édition visuel peut mettre en forme automatiquement les références.
- Insérer une infobox (cadre d'informations à droite) n'est pas obligatoire pour parachever la mise en page.

Pour une aide détaillée, merci de consulter Aide:Wikification.
Si vous pensez que ces points ont été résolus, vous pouvez retirer ce bandeau et améliorer la mise en forme d'un autre article.
Asahi Camera (アサヒカメラ, Asahi kamera) est un magazine photographique mensuel japonais.

## Historique
Le premier numéro date du mois d'avril 1926. Il est dès le départ publié par Asahi Shinbun-sha, éditeur du journal Asahi Shinbun.
À partir du numéro de janvier 1941, il fusionne avec les magazines Geijutsu Shashin Kenkyū (芸術写真研究 (), Technique Photograph Studies) et Shōzō Shashin Kenkyū (肖像写真研究 (), Portrait Photograph Studies). La publication est suspendue avec le numéro d'avril 1942.
La publication reprend après la Seconde Guerre mondiale avec le numéro d'octobre 1949. Sa couverture représente un portrait monochrome d'une jeune fille par Ihei Kimura, qui va devenir un contributeur majeur.
Asahi Camera essaie de satisfaire les intérêts dans tous les domaines de la photographie, avec de courts portefolios monochromes et couleur par des photographes nouveaux ou établis (la plupart d'entre eux japonais, mais pas tous cependant), des concours pour les lecteurs, des articles sur la technique, et (ce qui représente une grande partie de l'essentiel du magazine) des informations et des essais de matériels. Le numéro d'avril 2006 par exemple, compte plus de quatre cents pages (beaucoup d'entre elles sont des publicités, mais la grande majorité rédactionnelle) avec au moins cinq pages consacrées au travail de dix photographes, l'annonce du dernier prix Kimura Ihei, des articles sur l'équipement (neuf, ancien, et même futur), des concours et bien d'autres choses.
Même si l'on ne considère que ses années ininterrompues de publication, à partir de 1949, Asahi Camera est le plus ancien magazine de photographie japonais survivant. Comme tout magazine qui tente de satisfaire une clientèle ayant des intérêts très différents, il est parfois critiqué pour ne pas servir tel d'entre eux particulièrement bien, mais ses critiques de matériels semblent être aussi rigoureux que toutes autres et il continue d'attirer certains des meilleurs photographes pour ses portfolios. Comme de nombreux magazines photographiques, un certain nombre de ses couvertures montre régulièrement des nus féminins.
Depuis la disparition de Camera Mainichi in 1985, le seul rival d'Asahi Camera comme magazine généraliste de photographie était Nippon Camera.
De son début en 1926 jusqu'aux années 1930, outre son titre en katakana, le magazine est nommé Asahi Camera: The Japanese Journal of Photography. Une version abrégée, Asahi Camera, est poursuivie comme titre alternatif jusqu'à la fin du XXe siècle. Il sera par la suite ASAHICAMERA jusqu'à la parution de son dernier numéro en de juillet 2020.

## Photographes
Pendant une grande partie de la période 1962-1985, la responsabilité de la photographie de couverture est confiée à un seul photographe pendant quatre mois consécutifs ou plus.